# Atlantic Records
Atlantic Records entwickelte sich nach Gründung im Jahr 1947 zum größten Independent-Label der USA, spezialisiert auf Jazz- und insbesondere Rhythm-and-Blues-, Doo-Wop- und Soul-Aufnahmen. Es war stilprägend und einflussreich auch für die Entwicklung des Rhythm & Blues und Soul. Heute ist das Label eine Tochtergesellschaft der Warner Music Group.

## Gründung
Ahmet und Nesuhi Ertegün, Söhne des türkischen Botschafters in den USA, besaßen als Jugendliche eine ansehnliche Plattensammlung von etwa 15.000 Jazz- und Bluesplatten. Zusammen mit Produzent Herb Abramson und vom Zahnarzt Vahdi Sabit geliehenen US $ 10.000 wurde im September 1947 Atlantic Records gegründet und im Oktober 1947 im Handelsregister in New York City eingetragen. Ein geplanter landesweiter Streik in Aufnahmestudios, initiiert von Caesar Petrillo ab 1. Januar 1948, zwang die Gründer zum schnellen Handeln. Erste Aufnahmesession war die vom 21. November 1947 mit dem Quartett Harlemaires, die The Rose of the Rio Grande (Atlantic #856) und drei weitere Titel einspielten (veröffentlicht erst im Juni 1948). Bis Ende Dezember 1947 waren bereits 65 Songs aufgenommen. Als Abramson im Jahr 1953 in die Armee eingezogen wurde, kam Jerry Wexler als Mitgesellschafter hinzu, der für einen 13 %-Anteil US $ 2.000 Eigenkapital mitbrachte. Abramson kehrte im Juli 1955 vom Militär zurück und übernahm die Leitung des neu gegründeten Tochterlabels Atco (ATlantic COmpany), das die Aktivitäten der seit September 1955 an Atlantic vertraglich gebundenen Produzenten/Komponisten Leiber/Stoller bündeln sollte. Abramson verließ jedoch im Dezember 1958 das bereits etablierte Label mit einem auf US $ 300.000 gestiegenen Kapitalanteil.

## Personal

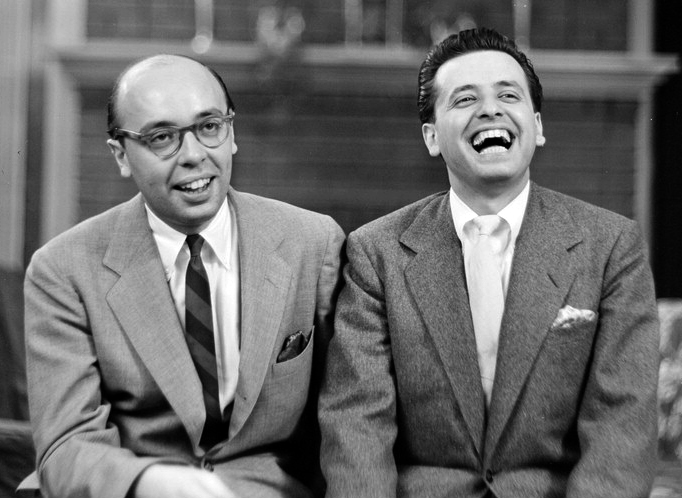
Ahmet (links) und Nesuhi Ertegün in den 1940er Jahren
Foto: William P. Gottlieb

Bereits kurz nach Gründung gelang es, die wichtigen Positionen eines Plattenlabels mit entwicklungsfähigen Leuten zu besetzen. Neben den Gründern konnten Jerry Wexler ab 1953 (erste Produktion war die Ray Charles-Session am 18. November 1954 mit I Got A Woman) und ab 1963 Arif Mardin (bis Mai 2001) als Musikproduzenten gewonnen werden, Jesse Stone kümmerte sich um die Akquisition von Interpreten und Musikarrangements, angestellte oder assoziierte Komponisten wie Leiber/Stoller kreierten das Repertoire des Labels, Tom Dowd begann als Toningenieur in labeleigenen Tonstudios, und eine Sessionband aus hervorragenden Individualisten sorgte für einen homogenen Sound. Diese personelle Konfiguration war innerhalb kurzer Zeit imstande, zielsicher Talente für das Repertoire des Labels zu entdecken und entwickeln. 1955 kam Nesuhi Ertegün zu Atlantic Records und produzierte Jazz-Interpreten wie John Coltrane, Charles Mingus, Ornette Coleman und das Modern Jazz Quartet. Erste wichtige Künstler im Rhythm & Blues waren Ruth Brown, Ray Charles, Joe Turner, die Clovers und Drifters. Erster Hit war Drinkin' Wine Spo-Dee-O-Dee von Stick McGhee. 1958 gehörte Atlantic zu den ersten Labels, die mit Stereo-Aufnahmen begannen und Achtspur-Tontechnik einsetzten.

## Erste Platten und erste Erfolge

Eddie Condon – Time Carries On, eine der frühen Atlantic Records-Platten, aufgenommen am 25. Mai 1949

Stick McGee – Drinkin' Wine Spo-dee-o-dee

Als erste Platte vom Atlantic Records-Katalog wurde unter Atlantic #111 die am 23. August 1949 aufgenommene Square Dance Party Part I von Burt Hilber ohne Hitparadenresonanz veröffentlicht. Erste Notiz für Atlantic Records mit einem Rang 12 in der Rhythm-&-Blues-Hitparade war Midnight Special von Tiny Grimes (#Atlantic 865), aufgenommen am 1. August 1948 und veröffentlicht im Oktober 1948. Für den 14. Februar 1949 war mit Stick McGhee eine Aufnahmesession terminiert, aus der Drinkin‘ Wine Spoo-dee-o-dee (#873) hervorging. Der Titel erreichte nach Veröffentlichung im März 1949 mit einem Rang zwei der R&B-Charts die vorerst beste Platzierung für das junge Plattenlabel und verkaufte etwa 400.000 Exemplare. Kurz danach wurde vom Tenorsaxophonisten Frank Culley der am 17. Oktober 1949 eingespielte Song Cole Slaw (#874) auf den Markt gebracht und schaffte einen Rang 11 der R&B-Charts. Erster Nummer-eins-Hit wurde das im September 1950 veröffentlichte Teardrops from My Eyes von Ruth Brown, das für elf Wochen auf dem ersten Rang verharrte.
Ruth Brown war die erste Atlantic-Interpretin, deren Platten häufig die R&B-Charts frequentierten. Das gelang auch mit den Clovers, deren erste Single Don’t You Know I Love You (#934) am 22. Februar 1951 entstand und nach Veröffentlichung im April 1951 bis auf Rang eins der Charts vordringen konnte. Der Titel wurde übrigens – wie viele Songs der Frühzeit – vom Labelchef Ertegün (rückwärts als Nugetre registriert) geschrieben. Erfolgreichster Titel der Vokalgruppe war das darauffolgende Fool, Fool, Fool wiederum aus der Feder des Labelinhabers, das nach Veröffentlichung im August 1951 gar für sechs Wochen den ersten Rang belegte. Auf den ersten Millionenseller musste Atlantic Records nicht länger warten – allerdings für ausschließlich auf dem R&B-Sektor tätige Plattenfirmen ein ungewöhnlicher Umstand. Komponiert wiederum vom Labelchef zusammen mit Henry van Walls, entstand mit Big Joe Turner am 19. April 1951 der Titel Chains of Love, der im Mai 1951 auf den Markt kam, einen zweiten Rang der R&B-Charts belegte und einen Umsatz von einer Million Exemplaren erbrachte.

## Die 1950er Jahre
Auch Ruth Brown erzielte Millionenseller-Status, und zwar mit dem im März 1952 erschienenen Titel 5-10-15 Hours. Bereits 1954 wurden sieben Atlantic-Originale, darunter Sh-Boom, Honey Love und Such A Night von 18 anderen Interpreten gecovert. Dazu trugen auch die Drifters bei, deren erster Leadsänger am 6. Mai 1953 noch mit den Dominoes im berühmten Birdland auftrat. Hier wurde er von Ertegün entdeckt und scharte mit David „Little Dave“ Baughan (Tenor), William „Chick“ Anderson (Tenor), David Baldwin (Bariton) und James „Wrinkle“ Johnson (Bass) die erste Formation der Vokalgruppe um sich. Nach intensiven Proben betraten die Drifters erstmals am 29. Juni 1953 das Tonstudio. Die vier entstandenen Aufnahmen verdeutlichten dem Produzenten, dass eine neue Gruppe zusammengestellt werden musste. Zum Aufnahmedatum 9. August 1953 erschienen dann neben dem Leadtenor McPhatter noch Bill Pinkney (Tenor), Andrew „Bubba“ Thrasher (Zweiter Tenor), Bruder Gerhart „Gay“ Thrasher (Bariton) und Willie Ferbie (Bass). Fünf Titel waren das Ergebnis, von denen Money Honey im September 1953 veröffentlicht wurde, für elf Wochen die R&B-Hitparade anführte und zwei Millionen Exemplare verkaufte. Alleine im Jahre 1954 folgten drei weitere Top-Ten-Hits in den R&B-Charts mit Lucille, Such A Night und Honey Love, das Platz 1 erreichte. Die Drifters waren es auch, die sich im Vorweihnachtsgeschäft des Jahres 1955 mit der Cover-Version des Bing-Crosby-Titels White Christmas erstmals in den Billboard-Hot-100-Charts platzieren konnten, die Platte erreichte Platz 3 der R&B-Charts. Der Titel kam auch 1960 und 1962 erneut kurz vor Weihnachten auf untere Plätze in den Billboard-Hot-100-Charts. Der Sound war gefunden, denn die Drifters lieferten bis Ende 1959 insgesamt 14 Top-10-Hits, darunter vier Tophits in den R&B-Charts, ab.

Clovers – Don’t You Know I Love You

Mit 19 Top-10-Hits übertrafen die Clovers diese Erfolgsquote der Drifters, obwohl sie bereits im Juni 1956 Atlantic Records verließen. Die Clovers, die seit Mitte Februar 1951 bei Atlantic Records unter Vertrag standen, waren eine typische Doo-Wop-Gruppe, die ab 1950 mit Titeln wie Don't You Know I Love You, One Mint Julep und Devil Or Angel für eine Serie von R&B-Hits sorgte. Sie hoben sich jedoch klar ab gegenüber den eher süßlich klingenden R&B-Grupen wie den Ink Spots oder den Mills Brothers, waren geprägt von einem laut im Vordergrund singenden Leadsänger und einem nur rhythmisch orientierten Background-Trio. Das später für Atlantic-Aufnahmen so typische Tenorsaxophon ist bereits Teil ihres Sounds, aber noch nicht so kreischend und sich in den Vordergrund drängend wie später bei King Curtis.
20 Top-10-Hits in den R&B-Charts konnte Ruth Brown verbuchen, darunter der im September 1950 produzierte größte Hit Teardrops From My Eyes, der elf Wochen den ersten Rang blockierte. Als „Big“ Joe Turner im April 1951 zu Atlantic wechselte, brachte gleich die erste Session am 19. April 1951 den Hit Chains of Love hervor, der nach Veröffentlichung im Mai 1951 für vier Wochen an Rang zwei notierte. Sein größter Hit wurde Honey Hush, entstanden am 12. Mai 1953 mit Fats Domino am Klavier, gefolgt von dem Original Shake, Rattle and Roll, die jeweils den ersten Rang der R&B-Charts erreichten. Turner steuerte 17 Top-10-Hits zu der Erfolgsstatistik des Atlantic-Labels bei.
Als Ray Charles im September 1952 zu Atlantic kam, konnte er bereits drei Top-10-Hits für zwei andere Plattenlabels vorweisen. Atlantic hatte ihn für 5.000 $ aus seinem Vertrag bei Swing Time Records herausgekauft. In seiner ersten Session am 11. September 1952 entstand auch seine erste Atlantic-Single The Midnight Hour (#976), die jedoch keine Chartnotiz erbrachte. Es dauerte bis zum 17. Mai 1953, als aus 7 Titeln dieser Session It Should Have Been Me ausgewählt wurde und den fünften Rang der R&B-Charts schaffte. Mit seiner insgesamt sechsten Single I’ve Got A Woman, entstanden am 18. November 1954 in Atlanta, gelang ihm seine erste Nummer eins. Das erreichte er noch drei Mal, wobei die am 27. Juni 1959 veröffentlichte What’d I Say zu seinem größten Hit bei Atlantic Records avancierte. Nach insgesamt 28 Singles, von denen 13 die Top 10 der R&B-Charts erreichten, wechselte Ray Charles am 1. November 1959 zu ABC-Paramount. Am 15. März 1954 produzierte Wexler mit den Chords Sh-Boom und löste mit dem Hit auf dem im April 1954 gegründeten Tochterlabel Cat Records ein weißes Cover der Crew Cuts aus, Vorbild für viele nachfolgende Coverversionen weißer Interpreten von ursprünglichen Rhythm-&-Blues-Titeln. „Sh-Boom“ war der Katalysator für die Popularisierung des Rhythm & Blues und erreichte Rang zwei der R&B-Charts, der erste Platz war durch Honey Love von den Drifters blockiert. Mit Rang fünf der Popcharts waren die Chords zugleich die erste R&B-Gruppe mit einem Top-10-Hit in den Popcharts.
Mit den Platten von Ruth Brown gelang es der Firma erstmals, auch auf dem weißen Markt Fuß zu fassen. Ertegun charakterisierte den frühen Sound von Atlantic als Blues, der jedoch urbanisiert und verwässert sei, ein fast authentischer Blues, der jedoch „sauberer, weniger rau und insgesamt kultivierter“ gewesen sei. Hierzu passte Ruth Browns Stimme, die nur eine sehr zurückhaltende Bluesfärbung hatte, nur gelegentlich Koloraturen und Glissandi aufwies, ihre Aussprache war klar und deutlich.
Trendsetzend war die Entscheidung von Atlantic Records, am 28. September 1955 das junge Autorenteam Leiber/Stoller als unabhängige Produzenten zu gewinnen und deren talentierte Vokalgruppe Robins beim gerade gegründeten Atlantic-Tochterlabel Atco unterzubringen. Nach personellen Veränderungen gingen aus den Robins die Coasters hervor, die mit humorvoll-ironischen Leiber/Stoller-Kompositionen die Probleme der Jugendlichen mit Eltern oder Lehrern thematisierten. Hierzu gehörten die Nummer-eins-Hits und Millionenseller Searchin‘ / Young Blood (aufgenommen am 15. Februar 1957), Yakety Yak (17. März 1958) oder Poison Ivy (17. April 1959). Insgesamt bescherten die Coasters dem Label sechs Millionensellers.
1955 wollte Atlantic Records Elvis Presley unter Vertrag nehmen, Colonel Tom Parker, der damalige Manager von Elvis Presley, forderte 45.000 $, eine Summe, die Atlantic damals nicht aufbringen konnte, sodass Presley einen Vertrag bei RCA unterschrieb.
Neben den Coasters stellte Bobby Darin den Hauptanteil am Repertoire des Atco-Kataloges in den 1950er Jahren. Bobby Darin war der einzige erfolgreiche weiße Interpret des Atlantic-Repertoires in den 1950er Jahren, dessen erste Single I Found A Million Dollar Baby vom Juni 1957 noch ohne Resonanz blieb. Es dauerte ein Jahr, bis ihn Splish Splash im Juni 1958 wörtlich nach oben spülte. Aufgenommen am 10. April 1958 karikierte der mit Wassergeräuschen garnierte Song im uptempo-Format den sich vor der Party badenden Sänger. Der am 19. Mai 1958 auf den Markt gebrachte Millionenseller gilt als eine der ersten Stereo abgemischten Singleaufnahmen, denn die Atlantic-Tonstudios in der 156 West 57. Straße (Atlantic Studios 2) hatten im Januar 1958 die erste Ampex-8-Spur-Tonbandmaschine weltweit erworben, sodass Toningenieur Tom Dowd bei der Aufnahme mit dem Gerät noch nicht vollständig vertraut war. Aus derselben Session stammte auch der nächste Millionenseller Queen Of The Hop, der Bobby Darin endgültig das Image eines Rock-’n’-Roll-Interpreten verlieh. Produzent Jerry Wexler ließ Darin auch jazzbeeinflusste Songs präsentieren. Zusammen mit dem Orchester von Richard Wess entstanden auf diese Weise am 19. Dezember 1958 zunächst vier Titel mit Tom Dowd als Toningenieur, von denen Mack The Knife nach Veröffentlichung im August 1959 insgesamt 3,5 Millionen Exemplare verkaufte. Allerdings wurde die Single erst auf Druck der Radiostationen aus der LP That’s All ausgekoppelt, weil hieraus nur Mack The Knife ein intensives Airplay erhielt. Die im Swingstil gehaltene Fassung ist damit die erfolgreichste Version dieses Songs.

## Die 1960er und 1970er Jahre
Durch den Fortgang der Clovers bereits im August 1957 und Ray Charles im November 1959 war Atlantic Records zweifellos geschwächt; Ruth Brown und LaVern Baker lieferten keine großen Hits mehr ab. Gleichzeitig überzeugten beim Tochterlabel auch die Coasters nicht mehr, Bobby Darin ging 1962 zu Capitol Records. Zudem machten die permanenten personellen Fluktuationen bei den Drifters dem Label zu schaffen, doch gelang es, deren Leadsänger Ben E. King erfolgreich als Solist zu positionieren und seine bei den Drifters freiwerdende Stelle im September 1960 durch Rudy Lewis zu ersetzen. Mit dem am 19. Mai 1960 entstandenen und im Juni 1960 erschienenen Millionenseller Save the Last Dance for Me gelang den Drifters ihre einzige Nummer eins in der Pop-Hitparade, danach schwanden allmählich die Erfolge der Gruppe. Ein herber Verlust war der Weggang von Leiber/Stoller, die nach einem Streit über Gebührenabrechnungen im November 1962 ihre eigenen Plattenlabels gründeten. Atlantic Records machte noch Gewinne bis einschließlich 1963 und geriet nun unter Druck.
Atlantic entschloss sich, zwecks Schließung der Repertoire-Lücken auf Talentsuche zu gehen. Zunächst gelang es, Solomon Burke für das schwächelnde Label zu gewinnen, der vom Neuling Bert Berns produziert wurde; Berns übernahm auch die Produzentenrolle für die Drifters. Insbesondere im Süden wurde Jerry Wexler bei kleinen Plattenlabels fündig. In Memphis fand er im Oktober 1960 Satellite Records, die sich später in Stax Records umbenannten. Von Carla Thomas war hier gerade Gee Whiz (Satellite #104, aufgenommen im August 1960, veröffentlicht im November 1960, Atlantic #2086: veröffentlicht am 21. Januar 1961) auf den Markt gekommen. Nachdem Atlantic die Vertriebsrechte erworben hatte, kletterte der Titel bis auf Rang 5 der R&B-Charts und 10 der Popcharts mit einem Plattenumsatz von 500.000 Exemplaren. Auf Satellite #107 erschienen im Juni 1961 die Mar-Keys mit dem Instrumental Last Night (aufgenommen im September 1960, #2 R&B, #3 Pop), war der erste instrumentale Millionenseller aus Memphis. Die Besetzung Wayne Jackson (Trompete), Charles „Packy“ Axton (Tenorsaxophon), Don Nix (Baritonsaxophon), Jerry Lee „Smoochie“ Smith (Piano/Orgel), Steve Cropper (Gitarre), Donald ‘Duck’ Dunn (Bass) und Jerry Johnson (Schlagzeug) bildete den Kern der späteren Sessionband in den Stax-Studios. Mit Satellite #111 wurde im Oktober 1961 die letzte Platte eigenständig vermarktet, bevor das Label in Stax Records umbenannt wurde.

Aretha Franklin – Respect (April 1967)

Bei einer weiteren Suche wurde Jerry Wexler in Alabama fündig, wo er im Herbst 1964 die FAME-Tonstudios entdeckte. Auch hier leistete man solide Sessionarbeit, insbesondere mit Joe Tex. Wilson Picketts harsche Stimme war schwer zu produzieren, sodass auch erste Versuche mit Atlantic Records in New York scheiterten. Jerry Wexler vermittelte ihn zunächst den Stax-Studios, wo am 12. Mai 1965 In the Midnight Hour und vier weitere Titel entstanden, dann den Fame-Studios. Am 8., 9. und 11. Mai 1966 wurden hier insgesamt 11 Titel mit Pickett eingespielt. Ab 24. Januar 1967 ließ Wexler Aretha Franklin hier produzieren, und zwei neue Hitparaden-Stars waren für das Atlantic-Label gewonnen.
In der zweiten Hälfte der 1960er Jahre bezog Atlantic – vor dem Hintergrund der sich verschärfenden innenpolitischen Auseinandersetzungen in den USA – politisch Position: Im Rahmen der Feier unter dem Titel Soul Together zum zwanzigjährigen Bestehen der Firma sponserte Atlantic ein Konzert im Madison Square Garden, zu dem 500 farbige Mitglieder der NATRA (National Association of Television and Radio Announcers) eingeladen wurden und die Erlöse des Konzerts dem „Martin Luther King Memorial Fund“ und dem von der NATRA initiierten Programm zur Unterstützung unterprivilegierter Kinder zugutekamen.
Das Rhythm-&-Blues-orientierte Atlantic-Label entschloss sich zudem, erfolgversprechende weiße Rockbands zu akquirieren, die zumeist beim Tochterlabel Atco unter Vertrag genommen wurden. Bereits 1954 hatte Wexler in einem Cashbox-Artikel die zunehmende Bedeutung der weißen Musik erkannt und Änderungen des Blues eingefordert. Am 1. Juli 1966 nahm man die britische Band Cream unter Vertrag. Es folgten im August 1967 die Bee Gees, im Dezember 1967 Iron Butterfly, deren Album In-A-Gadda-Da-Vida mit 25 Millionen Exemplaren zu Atlantics meistverkauftem Album avancierte. Am 13. November 1968 unterschrieben Led Zeppelin, deren Album Led Zeppelin IV diesen Rekord mit 23 Millionen Exemplaren knapp verfehlte. Dann kam Yes im Januar 1971, im Mai 1971 folgte die Band The Rolling Stones, als deren langfristiger Vertrag mit Decca endete. Genesis stieß im Dezember 1974 zum Label. Am 3. Mai 1975 teilte Wexler in einem Brief seinen Abschied von Atlantic Records mit.

## Aufnahmetechnik
Als Tom Dowd 1954 als angestellter Toningenieur zu Atlantic Records kam, enthielt das erste von drei labeleigenen Tonstudios ein Magnacord-Aufnahmegerät. Das Tonstudio, ein umgebautes Büro auf der fünften Etage in der 236 West 56th Street, wurde überwiegend nachts benutzt. Erste Aufnahmesession mit Dowd war Money Honey am 9. August 1953 von den Drifters. Im Jahr 1956 wurde ein dauerhaftes Tonstudio (A-1) ein Block nördlich in der 156 West 57 Street eingerichtet, 1959 kam in der 11 West 60th Street ein weiteres Studio hinzu. Die wohl weltweit erste 8-Spur-Ampex Stereo-Aufnahmetechnik (Ampex 5258) wurde im Januar 1958 von Atlantic Records verwendet und revolutionierte die Aufnahmetechnik.

## Plattenlabel

### Atlantic Records mit Rhythm & Blues
War es Atlantic Records Anfang bis Mitte der 1950er Jahre gelungen, sich einen festen Platz im Bereich des R&B und einen Stammplatz in den R&B-Charts zu erkämpfen, so zielte die Firmen- und Produktionspolitik ab 1956 verstärkt auf den Markt der weißen Jugendlichen.
Welche bedeutende Marktposition Atlantic Mitte der 1950er Jahre auf dem R&B-Markt hatte, verdeutlichen folgende Statistiken. Nach der Verkaufsstatistik von Billboard für den R&B-Markt im Jahre 1954 stellte Atlantic elf Singles unter den meistverkauften 30 Platten dieses Jahres: Die Drifters waren mit drei Titeln vertreten: Honey Love # 2, Money Honey # 11, Such A Night # 18; die Clovers mit drei Titeln: Lovey Dovey # 9, Little Mama # 17, I've Got My Eyes On You # 26; Ruth Brown mit What A Dream # 3 und Mambo Baby # 24; Joe Turner war mit zwei Titeln vertreten: Shake, Rattle And Roll # 5, Honey Hush # 15; hinzu kommen die Chords mit Sh-Boom # 8 auf dem Sublabel Cat. Im Jahre 1955 konnten sich fünf Singles von Atlantic unter die 25 meistverkauften Platten auf dem R&B-Markt platzieren. 1956 kamen acht Platten von Atlantic unter die 50 meistverkauften Singles auf dem R&B-Markt. Diesem tendenziellen Absinken des Anteils der Atlantic-Singles auf dem R&B-Markt, hervorgerufen durch die gewachsene Konkurrenz zu anderen aufstrebenden Independent-Labeln und einem Erstarken der Major-Labels, stand in der zweiten Hälfte der 1950er Jahre eine stärker werdende Präsenz von Atlantic in den Pop-Charts gegenüber. Gelang Atlantic 1955 mit einer Platte der Sprung in die Top 20 der Pop-Charts, so waren es zusammen mit dem Sublabel Atco 1956 bereits drei, 1957 sechs, 1958 neun, 1960 fünf und 1961 zehn.
Die Frage nach den Ursachen des Erfolges der Firma bis in die frühen 1960er Jahre hinein wird in der Sekundärliteratur mit einem Bündel an Faktoren, die bei Atlantic zusammengeflossen sind, erklärt. Die Gründer von Atlantic hatten die Wurzeln ihrer musikalischen Sozialisation im Jazz. Hierdurch hatten sie ein Empfinden einerseits für die Wurzeln der schwarzen Musik entwickelt und andererseits für den Stellenwert des Arrangements in der Musik. Es scheint durchaus adäquat den „Harlem Sound“ von Atlantic als „arrangierten Rhythm and Blues“ zu bezeichnen bzw. „wohl gekleideten“ oder „manikürten“ Rhythm and Blues. Auch mag eine Rolle gespielt haben, dass die bestimmenden Persönlichkeiten bei Atlantic einen im Vergleich zu den Betreibern anderer Independent-Labels deutlich höheren Bildungsstand besaßen.
Auf dem Atlantic Label schafften die Drifters und LaVern Baker 1955 mit je einer Single den Sprung in die Top-100-Charts, ein bescheidener Anfang, aber mit dem Aufkommen des Rock ’n’ Roll begann die erste Blütezeit des Labels: 1956 erreichten bereits zehn Titel einen Platz in den Top 100, 1957 waren es 14, 1958 15 Songs und 1959 immerhin 17. Der erste Top-20-Hit für das Atlantic Label gelang 1956 Ivory Joe Hunter mit dem Song Since I Met You Baby (Atlantic #1111), der bis Platz 12 kam. Den ersten Top-10-Hit hatte das Label 1957 mit Mr. Lee von den Bobettes (Atlantic 1144), der Titel erreichte Platz 6 und hielt sich 24 Wochen in den Charts.
Nachdem der bisherige Leadsänger Clyde McPhatter Ende 1954 die Drifters verlassen hatte, um eine Solokarriere zu versuchen, brach die Erfolgsserie der Gruppe, die bis 1959 nur noch zwei Platzierungen in den Top 10 der R&B-Charts und vier Platzierungen in der unteren Hälfte der Billboard Hot 100 schaffte, ab. Bei den Aufnahmen 1958 übernahmen Ahmet Ertegun und Jerry Wexlet die Produktion und ersetzten z. T. die Drifters durch die „Ray Ellis Singers“ (Moonlight Bay), obwohl die Single später unter dem Bandnamen „Drifters“ erschienen, reduzierten die „Drifters“ auf ein Duo bestehend aus Bobby Hendricks und Bill Pinkney (Suddenly There's A Valley). Der durchschlagende Erfolg blieb aus. Ende 1958 wurde die bisherige Gruppe „The Drifters“ aufgelöst. Die New Yorker Vokalgruppe mit dem Namen The Five Crowns wurde im Mai 1959 von Atlantic unter Vertrag genommen, in Drifters umbenannt und dem Produzententeam Leiber/Stoller überlassen. Jerry Leiber und Mike Stoller nahmen mit den neuen „Drifters“, deren Leadsänger Ben E. King war, im März 1959 den Titel There Goes My Baby auf. Im April 1959 erschien die Single (Atlantic #2025), erreichte Platz eins der R&B-Charts und Platz zwei der Billboard Hot 100.
Von Mitte 1957 bis Anfang 1959 gab es ein weiteres, wenngleich kurzlebiges Sub-Label von Atlantic: „East-West Records“, auf dem insgesamt 126 Singles erschienen. Das Label East-West war stärker rockorientiert und gelangte nur zu einer einzigen Platzierung in den Pop-Charts, und zwar mit dem Titel Week End von den Kingsmen, der im September 1958 bis Platz 54 der Hot 10 kam. Die Kingsmen waren unter dem Namen „The Comets“ die Begleitgruppe von Bill Haley gewesen. Der Titel Week End wurde von den Comets/Kingsmen-Mitgliedern Franny Beecher, Rudy Pompilli und Billy Williamson geschrieben. Die Nachfolgesingle Conga Rock erschien Anfang 1959, blieb aber erfolglos. Im Frühjahr 1959 wurde das Sub-Label eingestellt. Das Label East-West Records ist nicht mit den unter gleichem bzw. ähnlichem Namen später existierenden Labeln identisch.

### Atlantic Records als Jazz-Label
Bereits seit 1949 hatte Atlantic auch LP-Serien herausgebracht, die 100er Serie, die mit Bestellnummer 108 beginnt, und die 1200er Serie. Auf der 1200er Serie wurden bis 1951 nur Sprechplatten mit Musikbegleitung veröffentlicht, z. B. Gedichte und Szenen aus Romeo und Julia, jedoch ging Atlantic ab 1952 dazu über, in dieser Serie die Jazz-LPs des Labels zu veröffentlichen. Die Jazzserie des Labels war zunächst die 100er Serie, auf der zwischen 1950 und 1953 z. B. LPs von den Jazzpianisten Joe Bushkin, Erroll Garner, Billy Taylor und Jimmy Jones, den Jazzpianistinnen Mary Lou Williams und Barbara Carroll, den Saxophonisten Don Byas und Sidney Bechet sowie des Jazzgitarristen Django Reinhardt erschienen. Ende 1953 wird die 100er-LP-Serie eingestellt und die 1200er Serie wird zur Jazzserie von Atlantic Records.
Mitte der 1950er Jahre übernahm Nesuhi Ertegun die Aufgabe, den Jazz-Katalog von Atlantic auszubauen. Da er zuvor in Kalifornien gearbeitet hatte, nahm er eine Reihe bekannter Jazzinterpreten der Westküste unter Vertrag, darunter das Modern Jazz Quartet, das in den Folgejahren etwa 20 LPs für Atlantic aufnahm.
Zunächst wurden in der 1200er Serie Jazz- und R&B-Aufnahmen veröffentlicht, bis 1956 Nesuhi Ertegun die 8000er Serie für den R&B-Bereich begründete und die 1200er Serie allein Jazzaufnahmen vorbehalten blieb. In den Jahren 1955 und 1956 wurden in der 1200er Serie 36 Jazz-LPs veröffentlicht, darunter Platten von Shorty Rogers, Mabel Mercer, Bobby Short, Paul Barbarin, Lee Konitz, Wilbur DeParis, Tony Fruscella, George Wein, Jack Montrose, Jess Stacy, Erroll Garner, Chris Connor, Teddy Charles, Modern Jazz Quartet, Charles Mingus, Lars Gullin, Al Hibbler
1957 folgten Aufnahmen mit Dizzy Gillespie, 1958 mit Art Blakey und Thelonious Monk, 1959 mit Chris Barber. In den 1960er Jahren veröffentlichte Atlantic LPs z. B. von John Coltrane, Woody Herman, Herbie Mann und Mose Allison. Einige musikhistorisch relevante Aufnahmen wurden in der Serie veröffentlicht, wie z. B. die LP Animal Dance (Atlantic SD 1402) von John Lewis und Albert Mangelsdorff mit dem Zagreb Jazz Orchester im Jahre 1964.
Die 1200er Serie lief bis Oktober 1977 und endete mit der Bestellnummer SD 1700, der LP Three or Four Shades of Blues von Charles Mingus. Insgesamt wurden von 1955 bis 1977 in der 1200er Serie unter der Regie von Nesuhi Ertegun 479 LPs herausgebracht.

## Jazz-Sammlung
- Atlantic Jazz – (Atlantic/Warner – 1986) – 15 LPs. Umfassende Kompilation mit vielen Jazz Künstlern des Atlantic Labels, gegliedert in verschiedene Epochen und Stilrichtungen des Jazz.[44]
- The Atlantic New Orleans Jazz Sessions (1958–1962) – (Mosaic – 1998) – 6 LPs oder 4 CDs mit The Young Tuxedo Brass Band (John Casimir cl&ld, Jim Robinson, Paul Barbarin) – The Eureka Brass Band of New Orleans (Percy Humphrey tp&ld, Kid Sheik Cola, Peter Bocage, Albert Warner tb, Willie Humphrey cl, Emmanuel Paul ts, Cie Frazier) – Paul Barbarin and his New Orleans Jazz (John Brunois tp, Bob Thomas tb, Willie Humphrey cl, Lester Santiago p, Danny Barker, Milt Hinton) – Paul Barbarins Band (Ernie Cagnolatti tp, Waldren Frog Joseph tb, Louis Cottrell cl, Emanuel Sayles bjo, Placide Adams b) – Billie & De De Pierce (Dee Dee Pierce tp, Louis Nelson tb, George Lewis, Billie Pierce, John Joseph b, Abbey Foster dm) – George Lewis (Snookum Russell p, John Joseph, Joe Watkins dm) – The George Lewis Band of New Orleans (Kid Howard tp, Jim Robinson, Emmanuel Sayles, Alcide Pavageau, Joe Watkins – Punch Miller's Bunch & George Lewis (Louis Nelson, Emmanuel Sayles, John Joseph, Abbey Foster) – Jim Robinsons New Orleans Band (Ernie Cagnolatti, Louis Cottrell, Emmanuel Sayles, Alcide Pavageau, Alfred Williams dm)

### Atco Sub-Label
Seit der Rückkehr Abramsons in die Firma 1955 waren die Spannungen zwischen ihm auf der einen und Ertegun und Wexler auf der anderen Seite stärker geworden, so dass Abramson seine Firmenanteile im Dezember 1958 an Ertegun und Wexler verkaufte. Kurze Zeit später übernahmen die beiden auch die Anteile der Ex-Gattin von Abramson und des New Yorker Zahnarztes, der 1947 Geld zur Gründung von Atlantic Records gegeben hatte.
Dem Label Atco gelang der Durchbruch auf dem „weißen“ Markt erst nach dem Weggang von Abramson, wobei der Erfolg dieses Sub-Labels vor allem von zwei Interpreten getragen wurde: den „Coasters“ und Bobby Darin, die allein für die 13 Top-20-Hits des Labels bis 1960 verantwortlich zeichnen.
Die erste Single der „Coasters“ auf dem Atco-Label, Smokey Joe's Cafe (Atco 6059), erschien noch unter dem Bandnamen „The Robins“ und erreichte im Dezember 1955 einen Platz im unteren Viertel der Charts. Auch die nächsten beiden Singles, bereits unter dem Namen „Coasters“, Down In Mexico (Atco 6064) und One Kiss Led To Another (Atco 6073), die beide 1956 erschienen, hatten auf dem „weißen Markt“ keinen nennenswerten Erfolg. Der Durchbruch gelang der Gruppe mit der im März 1957 veröffentlichten Single Young Blood / Searchin (Atco 6087), wobei Searchin auf Platz 5 der Top 100 kam, Young Blood erreichte Platz 8. In den Jahren 1958 und 1959 folgten die Top-Ten-Hits Yakety Yak (Platz 1), Charlie Brown (Platz 2), Along Came Jones (Platz 9) und Poison Ivy (Platz 7) Zwar veröffentlichten die „Coasters“ noch bis 1966 Platten bei Atco, aber Leiber und Stoller, die alle Hits der „Coasters“ produziert hatten, wandten sich 1960 neuen Aufgaben zu – und die Gruppe hatte keine weiteren Top-20-Hits mehr.

## Verkauf
Mitte der 1960er Jahre geriet das Unternehmen in eine Absatzkrise. Der Anteil der Hits sank erkennbar von 10 Top-Twenty-Hits im Jahre 1961 über sechs im Jahre 1962 und fünf im Jahre 1963 auf drei im Jahre 1964. Zwar hatte Atlantic den Uptown Rhythm & Blues geschaffen, aber bald folgten andere unabhängige Firmen, die diesen Sound kopierten und nicht schlechter produzierten als Atlantic selbst wie etwa die New Yorker Firma „Scepter-Wand“. Viele Komponisten und Produzenten, die für Atlantic gearbeitet hatten, machten sich mit der Gründung eigener Plattenlabels selbstständig: Phil Spector, Goffin und King, oder Bert Berns. 1965 verließen Leiber und Stoller Atlantic und gründeten mit Phil Spector, George Goldner und Shadow Morton zusammen „Red Bird Records“. Zudem war seit Anfang der sechziger Jahre mit der Detroiter Firma Motown Records ein ernst zu nehmender Konkurrent entstanden. Hinzu kam, dass bis Mitte der sechziger Jahre zahlreiche unabhängige Plattenfirmen von den großen Plattenkonzernen gekauft worden waren, in Insolvenz gehen mussten bzw. sich in erheblichen finanziellen Schwierigkeiten befanden.
Vor diesem Hintergrund wurde Atlantic Records im Oktober 1967 für US $ 17,5 Millionen an Warner Brothers/Seven Arts durch Aktientausch verkauft, seinerseits 1965 bereits aus einer Übernahme von Warner Brothers Records entstanden. Das Atlantic-Management behielt wichtige Funktionen im neuen Konzern, wobei sich dieses jedoch zukünftig mehr um die strategische Geschäftspolitik kümmern sollte und keinerlei Möglichkeiten mehr hatte, in Entscheidungen des Tagesgeschäftes einzugreifen. Im Mai 1968 endete der Vertriebsvertrag mit Stax, im gesamten Jahr 1968 erzielte Atlantic Records einen Plattenumsatz von US $ 45 Millionen. Der Käufer Warner Brothers wurde im Juni 1969 seinerseits durch den Mischkonzern Kinney National Company erworben. Dieses Konglomerat kaufte im Jahr 1970 Elektra Records, nunmehr ab 1971 Warner-Elektra-Atlantic (WEA) Records genannt und in einer Größe, die an die Major-Labels heranreichte. 1972 wurde von Elektra das Label Asylum Records erworben, der gesamte Konzern wurde in Warner Communications umbenannt. Trotz der Verkäufe blieb der Labelname Atlantic Records bis heute erhalten. In den 1980er-Jahren stieß das Label in neue musikalische Bereiche vor. So gehörten zum Portfolio des Labels sowohl Thrash-Metal-Bands wie Testament wie auch Künstler aus dem Rap-Bereich. Dazu zählten etwa Musiker wie Snow, aber auch Künstler des Gangsta-Rap. Auch die Alternative-Band Billy Talent steht bei Atlantic unter Vertrag. 1990 lagen die Atlantic-Umsätze bei $ 400 Millionen, im Jahr 1997 erzielte die Atlantic-Gruppe (bestehend aus Atlantic, Rhino und Curb Records) einen weltweiten Umsatz von US $ 750 Millionen und war damit zum umsatzstärksten Plattenkonzern der USA aufgestiegen.

## Statistik
Von den ersten 20 Singles, die die junge Firma veröffentlichte, waren elf von Erroll Garner und drei von Joe Bushkin, aber keine dieser Singles hatte auch nur ansatzweise Erfolg. Ein erster Durchbruch zu einem breiteren Publikum gelang dem Label, als Ertegun 1949 Ruth Brown verpflichtete und sie im Oktober 1950 mit Teardrops In My Eyes einen ersten Platz in den R&B Charts erreichen konnte. Immerhin brachte es die noch junge Firma im Jahre 1950 auf insgesamt drei Singles, die in den R&B Charts unter die ersten zehn kamen. Ein weiterer R&B-Erfolg mit Ruth Brown gelang 1953, als Mama, He Treats Your Daughter Mean fünf Wochen lang auf Platz eins der R&B Charts verblieb. Bei der Aufnahme hatte Ray Charles, der von Ertegun 1952 unter Vertrag genommen worden war, die Begleitband angeführt.
Von den dreißig erfolgreichsten R&B-Platten des Jahres 1954 waren 23 von unabhängigen Plattenfirmen produziert worden, darunter elf Produktionen von Atlantic und Cat. Atlantic Records brachten zwischen 1947 und 2004 insgesamt 864 Titel in die R&B-Charts, davon 39 #1 bis 1968. Zwischen 1955 und 1990 konnte Atlantic 772 Singles in den Popcharts platzieren und rangiert damit in jenem Zeitraum auf Rang 4 aller US-amerikanischen Plattenlabel zusammen mit den Major-Labels.